# Миноносцы типа «Кит»
Миноносцы типа «Кит» (Касатка или тип Бдительный) — тип миноносцев Российского императорского флота. Всего в период с 1898 по 1900 год было построено 4 миноносца этого типа. Строительство всех кораблей велось за границей, на верфи Фридриха Шихау в Эльбинге. Стоимость строительства каждого эсминца составила в среднем 472 000 рублей или 1 020 000 германских марок.
Все 4 миноносца приняли участие в русско-японской войне 1904—1905 годов. Один из четырёх миноносцев, «Бдительный», был взорван при сдаче Порт-Артура. Три остальных миноносца позднее приняли участие в Первой мировой войне. В ноябре 1925 года последние миноносцы типа были исключены из боевого состава флота и разделаны на металлолом.

## Конструкция
Проект «Кита» разрабатывался на базе чертежей заказанного Италией истребителя (эсминца) «Лампо», созданного, в свою очередь, на основе немецкого миноносца S-90.
Отношение длины корпуса к его ширине — 8,7:1, максимальная ширина была позади миделя, в районе кормовых котельных отделений. Корпус корабля разделялся на отсеки 12 водонепроницаемыми переборками, идущими от киля до верхней палубы. Толщина наружной обшивки составляла 4 мм в оконечностях, 5 мм — для ширстрека и 4,5 мм — для всех остальных поясов. На высоте 100 мм от грузовой ватерлинии наружная обшивка оцинковывалась. Толщина листов палубной обшивки увеличивалась от 3 мм в оконечностях до 4,5 мм в средней части. Экипаж по штату насчитывал четыре офицера и 58 прочих чинов. Для команды отводились два кубрика, офицерские помещения состояли из командирской каюты, трёх одноместных и одной двухместной кают, кают-компании и буфета, отдельная каюта предусматривалась для кондукторов.
Миноносцы типа «Кит» имели таранные форштевни. При постройке истребителей для своего флота и немцы, и французы, и англичане от данного конструктивного «рудимента» отказались, однако МТК продолжал настаивать на их сохранении для возможного «таранения вражеских миноносцев».
Первоначально на миноносце «Кит» имелись всего две 5-метровые 11-местные шлюпки Френсиса, 4 пробковых круга и 4 спасательных жилета. По прибытии в Россию вместо шлюпок Френсиса на немецкие корабли установили по более вместительному вельботу, а также добавили по три складные парусиновые шлюпки Бертона.

### Энергетическая установка
Энергетическая установка состояла из двух вертикальных машины тройного расширения проектной мощностью 3000 л. с. каждая и четырёх водотрубных паровых котлов «Шихау». Машины располагались в центральной части корпуса, между носовой и кормовой группой котлов. Запас угля — 80 т.

### Вооружение
Вся артиллерия для миноносцев изготавливалась на российских заводах.
Артиллерийское вооружение миноносцев включало 75-мм орудие и пять 47-мм, боезапас для 75-мм орудия составлял 160 выстрелов, для 47-мм орудий — 1350 патронов на все орудия.
75-мм пушка с длиной ствола в 50 калибров устанавливалась на облегчённом станке системы Меллера и в горизонтальной плоскости орудие наводчик поворачивал плечом.
В боекомплект состоял только из бронебойных снарядов массой 4,9 кг, с начальной скоростью 823 м/с.
Подача боеприпасов из погреба была механической. Пушка не имела щита, поскольку он загораживал обзор рулевому на мостике.
47-мм пушка Гочкиса с длиной ствола в 43,5 калибра имела в боекомплекте стальные и чугунные гранаты весом по 1,5 кг, с начальной скоростью 701 м/с. Подача патронов — ручная. На орудиях монтировался лёгкий противоосколочный щит.
Минное вооружение включало в себя три палубных поворотных торпедных аппарата калибра 381 мм. Они стреляли «17-футовыми» минами Лесснера образца 1898 года «Л». Запас торпед составлял 6 штук.

### Развитие
Разработанная на базе миноносцев типа «Касатка» — «Инженер-механик Зверев» проектная документация на паровую яхту водоизмещением 570 т — эскадренный миноносец увеличенным водоизмещением и усиленным артиллерийским вооружением (четырёх кораблей типа «Финн»).

## Представители проекта
| Название    | Заложен    | Спущен на воду | Вступил в строй | Примечание                                                                   |
| ----------- | ---------- | -------------- | --------------- | ---------------------------------------------------------------------------- |
| Бдительный  | 26.02.1899 | 18.11.1899     | июнь 1900 года  | 20 декабря 1904 года взорван в Порт-Артуре                                   |
| Бесстрашный | 29.03.1899 | 12.08.1899     | 31.08.1900      | 24 июня 1924 года исключён из списков, передан Комгосфондов для реализации   |
| Беспощадный | 29.03.1899 | 11.10.1899     | 30.07.1900      | 21 ноября 1925 года исключён из списков, передан Комгосфондов для реализации |
| Бесшумный   | 29.03.1899 | 03.03.1900     | 12.07.1900      | 24 июня 1924 года исключён из списков, передан Комгосфондов для реализации   |

## Оценка проекта
Русские миноносцы вооружались одной 75-мм и пятью 47-мм пушками, в то время как японские — двумя 76-мм и четырьмя 57-мм. При этом следует иметь в виду, что русский 75-мм снаряд весил 4,9 кг, 47-мм — 1,5 кг, японские же 76-мм — 5,7 кг, 57-мм — 2,7 кг. Так что японские адмиралы оказались дальновиднее, вооружив миноносцы вторым 76-мм орудием. В результате слабая артиллерия стала самым серьёзным недостатком русских миноносцев. Плачевно выглядели боеприпасы пушки Канэ — 50-граммового заряда стальных бронебойных 75-мм снарядов едва хватало, чтобы развалить снаряд на две части или вырвать данную трубку, а фугасные в номенклатуре орудия отсутствовали. Бронебойные снаряды русских миноносцев с ничтожной начинкой производили эффект зачастую даже меньший, чем чугунные ядра гладкоствольных орудий, так как нередко из-за тугого взрывателя (рассчитанного на пробитие брони) пробивали борт миноносца и летели дальше, не взорвавшись. Эту особенность в полной мере смогла выявить только война. Вторым типом боеприпасов были стальные болванки. Для подводных минных аппаратов новых броненосцев применялись 18-дюймовые (457 мм) мины Уайтхеда с массой заряда 85,9 кг. Однако все надводные аппараты оставались калибром 15 дюймов (381 мм) и стреляли минами образца 1898 г. Русские 381-мм торпеды образца 1898 года «Л» (Проект завода Лесснера) длиной 5,18 метра массой 430 кг (заряда взрывчатого вещества — 64 кг) имели два режима 600 м на 30 узлах и 900 м на 25. Спроектированные заводом Лесснера на основе фиумских образцов, они в течение ряда лет находились в серийном производстве на российских заводах. Они тоже уступали копиям английских 45-см торпед Уайтхеда, применяемым японским флотом: Тип 37 (1904) длиной 4,95 м, массой 541 кг (ВВ 90 кг), тоже имевшими два режима хода: 1000 м на 28 узлах и 3000 м на 15. Во всём остальном эти миноносцы не уступали японским эсминцам.